# Cédric Pioline
Pour les articles homonymes, voir Pioline.
Cédric Pioline, né le 15 juin 1969 à Neuilly-sur-Seine, est un joueur de tennis français devenu consultant. Il est directeur du Masters 1000 de Paris depuis 2022.
Cinq fois titré en simple sur le circuit ATP dont un Masters, le tournoi de Monte-Carlo pour un total de 17 finales, il atteint la cinquième place mondiale en 2000. Ses meilleures performances en tournoi du Grand Chelem sont deux finales, à 
l'US Open en 1993 et à Wimbledon en 1997 et une demi-finale à Roland-Garros en 1998. Il est finaliste de la Hopman Cup en 1998 aux côtés de Mary Pierce.
Membre de l'équipe de France de Coupe Davis, il remporte le compétition en 1996 et 2001 et est finaliste en 1999. Il en est le capitaine adjoint de 2015 à 2018.

## Biographie
Cédric Pioline est le fils de Maurice Pioline, ingénieur technico-commercial pour une entreprise de transport et d'Adriana Pioline, professeur d'éducation physique. Son père, Maurice, joue dans l'équipe du Racing de Paris et rencontre à Paris en 1956, lors des Championnats du monde de volley-ball, Adriana, membre de l'équipe nationale roumaine qui sera finaliste.

## Carrière
En 1993, il est le premier joueur à entrer dans le top 10 sans avoir gagné de tournoi dans sa carrière grâce à cinq finales cette année-là, il est médaillé de l'Académie des sports. Il joue la Coupe Hopman en 1994 avec Nathalie Tauziat puis en 1998 avec Mary Pierce où ils perdent en finale.
On peut remarquer que pour seulement cinq titres gagnés, il a perdu 12 finales (2 en Grand Chelem), dont les neuf premières, record battu par Julien Benneteau en 2014, ce dernier n'en ayant gagné aucune. Autre fait marquant, après avoir mené 2 sets à 0, il s'est fait remonter à six reprises (quatre fois lors de matchs joués en Grand Chelem et deux fois en Coupe Davis), record qu'il détient avec quatre autres joueurs, Cassio Motta, Tommy Haas, Jurgen Melzer et Paul-Henri Mathieu.

## Consultant et directeur de tournois
De 2003 à 2009, il est co-directeur du tournoi de Paris-Bercy et devient responsable du haut niveau masculin, de 2007 à 2009. Il est remplacé quand Patrice Dominguez est licencié de la DTN.
Il assure les interviews des joueurs sur le court pendant le tournoi de Roland Garros depuis 2011.
D'octobre 2015 à avril 2018, il est capitaine adjoint de l'équipe de France de Coupe Davis, secondant Yannick Noah.
Après avoir été consultant pour France Télévisions, Orange sport et pour L'Équipe 21, on le retrouve, à compter de 2019, assez régulièrement sur le banc des commentateurs sur Eurosport. Il est également consultant sur Europe 1 radio officielle des  Internationaux de France de tennis. Il coanime "Service Pioline" tous les soirs de la quinzaine à 19 h 40.
En février 2022, il est nommé directeur du tournoi de Bercy, où il succède à Guy Forget.

## Palmarès

### Titres en simple messieurs
| No | Date       | Nom et lieu du tournoi                      | Catégorie      | Dotation    | Surface         | Finaliste       | Score           |          |
| -- | ---------- | ------------------------------------------- | -------------- | ----------- | --------------- | --------------- | --------------- | -------- |
| 1  | 11-03-1996 | Copenhagen Open, Copenhague                 | World Series   | 203 000 $   | Moquette (int.) | Kenneth Carlsen | 6-2, 7-67       |          |
| 2  | 28-04-1997 | Paegas Czech Open, Prague                   | World Series   | 340 000 $   | Terre (ext.)    | Bohdan Ulihrach | 6-2, 5-7, 7-64  |          |
| 3  | 14-06-1999 | Tournoi de tennis de Nottingham, Nottingham | Int' Series    | 325 000 $   | Gazon (ext.)    | Kevin Ullyett   | 7-64, 7-67      | Parcours |
| 4  | 14-02-2000 | World Tennis Tournament, Rotterdam          | Series Gold    | 750 000 $   | Dur (int.)      | Tim Henman      | 63-7, 6-4, 7-64 | Parcours |
| 5  | 17-04-2000 | Tennis Masters Series, Monte-Carlo          | Masters Series | 2 450 000 $ | Terre (ext.)    | Dominik Hrbatý  | 6-4, 7-63, 7-66 | Parcours |

### Finales en simple messieurs
| No | Date       | Nom et lieu du tournoi             | Catégorie    | Dotation    | Surface         | Vainqueur           | Score          |          |
| -- | ---------- | ---------------------------------- | ------------ | ----------- | --------------- | ------------------- | -------------- | -------- |
| 1  | 19-10-1992 | Grand Prix de tennis, Lyon         | World Series | 550 000 $   | Moquette (int.) | Pete Sampras        | 6-4, 6-2       |          |
| 2  | 19-04-1993 | Monte-Carlo Open, Monte-Carlo      | Super 9      | 1 400 000 $ | Terre (ext.)    | Sergi Bruguera      | 7-6, 6-0       | Parcours |
| 3  | 30-08-1993 | US Open, Flushing Meadows          | G. Chelem    | 4 000 000 $ | Dur (ext.)      | Pete Sampras        | 6-4, 6-4, 6-3  | Parcours |
| 4  | 04-10-1993 | Grand Prix, Toulouse               | World Series | 375 000 $   | Dur (int.)      | Arnaud Boetsch      | 7-65, 3-6, 6-3 |          |
| 5  | 11-10-1993 | Bolzano Indoor, Bolzano            | World Series | 290 000 $   | Moquette (int.) | Jonathan Stark      | 6-3, 6-2       |          |
| 6  | 18-10-1993 | Grand Prix de tennis, Lyon         | World Series | 575 000 $   | Moquette (int.) | Pete Sampras        | 7-65, 1-6, 7-5 |          |
| 7  | 22-08-1994 | Waldbaum’s Hamlet Cup, Long Island | World Series | 288 750 $   | Dur (ext.)      | Ievgueni Kafelnikov | 5-7, 6-1, 6-2  |          |
| 8  | 29-01-1996 | Croatian Indoors, Zagreb           | World Series | 375 000 $   | Moquette (int.) | Goran Ivanišević    | 3-6, 6-3, 6-2  |          |
| 9  | 12-02-1996 | Marseille Open, Marseille          | World Series | 514 250 $   | Dur (int.)      | Guy Forget          | 7-5, 6-4       | Parcours |
| 10 | 23-06-1997 | The Championships, Wimbledon       | G. Chelem    | NC $        | Gazon (ext.)    | Pete Sampras        | 6-4, 6-2, 6-4  | Parcours |
| 11 | 23-02-1998 | Guardian Direct Cup, Londres       | Series Gold  | 689 250 $   | Moquette (int.) | Ievgueni Kafelnikov | 7-5, 6-4       | Parcours |
| 12 | 20-04-1998 | Monte-Carlo Open, Monte-Carlo      | Super 9      | 2 200 000 $ | Terre (ext.)    | Carlos Moyà         | 6-3, 6-0, 7-5  | Parcours |

### Titre en double messieurs
| No | Date       | Nom et lieu du tournoi | Catégorie    | Dotation  | Surface      | Partenaire  | Finalistes                     | Score         |  |
| -- | ---------- | ---------------------- | ------------ | --------- | ------------ | ----------- | ------------------------------ | ------------- |  |
| 1  | 05-07-1993 | Suisse Open Gstaad     | World Series | 375 000 $ | Terre (ext.) | Marc Rosset | Hendrik Jan Davids Piet Norval | 6-3, 3-6, 7-6 |  |

### Finale en double messieurs
| No | Date       | Nom et lieu du tournoi    | Catégorie      | Dotation    | Surface         | Vainqueurs                     | Partenaire      | Score    |          |
| -- | ---------- | ------------------------- | -------------- | ----------- | --------------- | ------------------------------ | --------------- | -------- | -------- |
| 1  | 28-10-2002 | BNP Paribas Masters Paris | Masters Series | 2 328 000 $ | Moquette (int.) | Nicolas Escudé Fabrice Santoro | Gustavo Kuerten | 6-3, 6-3 | Parcours |

### Finale en double mixte
| No | Date       | Nom et lieu du tournoi     | Catégorie                  | Dotation    | Surface    | Vainqueurs                    | Partenaire  | Score        |          |
| -- | ---------- | -------------------------- | -------------------------- | ----------- | ---------- | ----------------------------- | ----------- | ------------ | -------- |
| 1  | 04-01-1998 | Hyundai Hopman Cup X Perth | compétition par équipe ITF | 900 000 AU$ | Dur (int.) | Karina Habšudová Karol Kučera | Mary Pierce | 2 matchs à 1 | Parcours |

## Parcours dans les tournois duGrand Chelem

### Finales (2)
| Année | Tournoi   | Adversaire en finale | Score         |
| 1993  | US Open   | Pete Sampras         | 4-6, 4-6, 3-6 |
| 1997  | Wimbledon | Pete Sampras         | 4-6, 2-6, 4-6 |

### En simple
| Année | Open d'Australie | Open d'Australie | Internationaux de France | Internationaux de France | Wimbledon       | Wimbledon    | US Open         | US Open          |
| ----- | ---------------- | ---------------- | ------------------------ | ------------------------ | --------------- | ------------ | --------------- | ---------------- |
| 1989  | —                | —                | 1er tour (1/64)          | E. Jelen                 | —               | —            | —               | —                |
| 1990  | 1er tour (1/64)  | B. Drewett       | 1er tour (1/64)          | A. Sznajder              | —               | —            | —               | —                |
| 1991  | 1er tour (1/64)  | C. Bergström     | 2e tour (1/32)           | F. Clavet                | 2e tour (1/32)  | D. Wheaton   | 1er tour (1/64) | W. Ferreira      |
| 1992  | 2e tour (1/32)   | M. Zoecke        | 1/8 de finale            | A. Cherkasov             | 2e tour (1/32)  | C. Saceanu   | 3e tour (1/16)  | J. Courier       |
| 1993  | 2e tour (1/32)   | A. Volkov        | 2e tour (1/32)           | T. Muster                | 1/4 de finale   | S. Edberg    | Finale          | P. Sampras       |
| 1994  | 1er tour (1/64)  | M. Damm          | 2e tour (1/32)           | A. Berasategui           | 1er tour (1/64) | B. Steven    | 3e tour (1/16)  | J. Yzaga         |
| 1995  | 1er tour (1/64)  | J. Apell         | 2e tour (1/32)           | T. Muster                | 1/4 de finale   | Bo. Becker   | 2e tour (1/32)  | F. Clavet        |
| 1996  | —                | —                | 1/4 de finale            | M. Stich                 | 1/8 de finale   | P. Sampras   | 3e tour (1/16)  | M. Philippoussis |
| 1997  | —                | —                | 3e tour (1/16)           | I. Kafelnikov            | Finale          | P. Sampras   | 1/8 de finale   | M. Chang         |
| 1998  | 1/8 de finale    | P. Korda         | 1/2 finale               | À. Corretja              | 1er tour (1/64) | M. Rosset    | 1er tour (1/64) | J. Björkman      |
| 1999  | 1er tour (1/64)  | L. Hewitt        | 1er tour (1/64)          | A. Clément               | 1/4 de finale   | T. Henman    | 1/2 finale      | T. Martin        |
| 2000  | 1er tour (1/64)  | G. Ivanišević    | 1/8 de finale            | M. Safin                 | 2e tour (1/32)  | V. Voltchkov | 3e tour (1/16)  | T. Martin        |
| 2001  | 3e tour (1/16)   | T. Martin        | 2e tour (1/32)           | J. Novák                 | 2e tour (1/32)  | A. Stoliarov | 1er tour (1/64) | J.-M. Gambill    |
| 2002  | —                | —                | 1er tour (1/64)          | V. Spadea                | 1er tour (1/64) | M. Safin     | —               | —                |

N.B. : à droite du résultat se trouve le nom de l'ultime adversaire.

### En double
| Année | Open d'Australie                                                                        | Open d'Australie                                                             | Internationaux de France                                                           | Internationaux de France | Wimbledon | Wimbledon | US Open | US Open |
| ----- | --------------------------------------------------------------------------------------- | ---------------------------------------------------------------------------- | ---------------------------------------------------------------------------------- | ------------------------ | --------- | --------- | ------- | ------- |
| 1989  | —                                                                                       | —                                                                            | 1/4 de finale G. Raoux \|\| style="text-align:left;" \| R. Båthman C. Di Laura     | —                        | —         | —         | —       |         |
| 1990  | 1er tour (1/32) T. Benhabiles \|\| style="text-align:left;" \| J. Hlasek É. Winogradsky | 1er tour (1/32) F. Santoro \|\| style="text-align:left;" \| G. Luza C. Motta | —                                                                                  | —                        | —         | —         |         |         |
| 1991  | —                                                                                       | —                                                                            | 1er tour (1/32) T. Benhabiles \|\| style="text-align:left;" \| D. Engel O. Jonsson | —                        | —         | —         | —       |         |
| 1992  | —                                                                                       | —                                                                            | 1er tour (1/32) G. Raoux \|\| style="text-align:left;" \| K. Flach T. Witsken      | —                        | —         | —         | —       |         |
| 1993  | —                                                                                       | —                                                                            | 2e tour (1/16) J.-P. Fleurian \|\| style="text-align:left;" \| S. Edberg P. Korda  | —                        | —         | —         | —       |         |

N.B. : le nom du ou de la partenaire se trouve sous le résultat ; le nom des ultimes adversaires se trouve à droite.

## Parcours dans lesMasters 1000
| Année | Indian Wells           | Miami                      | Monte-Carlo            | Rome                     | Hambourg               | Canada                  | Cincinnati             | Stockholm puis Essen puis Stuttgart puis Madrid | Paris                  |
| ----- | ---------------------- | -------------------------- | ---------------------- | ------------------------ | ---------------------- | ----------------------- | ---------------------- | ----------------------------------------------- | ---------------------- |
| 1990  | —                      | —                          | 2e tour Bo. Becker     | —                        | —                      | —                       | —                      | —                                               | —                      |
| 1991  | —                      | —                          | —                      | 2e tour C. Caratti       | —                      | —                       | —                      | —                                               | 1er tour N. Kulti      |
| 1992  | 2e tour J. Hlasek      | 1/8 de finale A. Cherkasov | 1er tour T. Carbonell  | 1er tour H. Skoff        | 1er tour R. Furlan     | —                       | 1/8 de finale I. Lendl | —                                               | 2e tour G. Ivanišević  |
| 1993  | 1er tour J. Hlasek     | —                          | Finale S. Bruguera     | 2e tour A. Chesnokov     | —                      | —                       | 2e tour M. Woodforde   | —                                               | 2e tour H. Leconte     |
| 1994  | 1er tour J. Stark      | 1/8 de finale A. Agassi    | 1er tour D. Rikl       | 1/8 de finale Bo. Becker | —                      | —                       | 1/8 de finale M. Chang | 1er tour N. Kulti                               | 1/8 de finale M. Chang |
| 1995  | 1er tour D. Wheaton    | —                          | 2e tour A. Berasategui | 1er tour W. Ferreira     | —                      | —                       | 1er tour V. Spadea     | —                                               | 2e tour R. Krajicek    |
| 1996  | —                      | 3e tour A. Medvedev        | 1/2 finale T. Muster   | 2e tour S. Edberg        | 2e tour S. Doseděl     | 1/8 de finale T. Martin | 2e tour C. Woodruff    | —                                               | 2e tour I. Kafelnikov  |
| 1997  | 1/4 de finale M. Chang | 2e tour N. Kulti           | 2e tour À. Corretja    | 2e tour Bo. Becker       | 1er tour M. Gustafsson | —                       | 1er tour R. Krajicek   | 1/8 de finale P. Korda                          | 2e tour P. Rafter      |
| 1998  | 2e tour T. Muster      | 3e tour A. Costa           | Finale C. Moyà         | 2e tour D. Sanguinetti   | —                      | —                       | 2e tour J.-M. Gambill  | —                                               | 1er tour V. Spadea     |
| 1999  | 2e tour M. Ríos        | —                          | 1er tour Bo. Becker    | 1er tour F. Meligeni     | 1er tour F. Santoro    | —                       | 1/8 de finale M. Chang | 2e tour J. Novák                                | 1/4 de finale M. Chang |
| 2000  | 1er tour N. Escudé     | 3e tour Philippoussis      | Victoire D. Hrbatý     | 2e tour A. Pavel         | 1/4 de finale M. Safin | —                       | —                      | —                                               | 2e tour M. Rosset      |
| 2001  | 2e tour T. Henman      | 2e tour J. Golmard         | 1/8 de finale H. Arazi | 1er tour N. Kiefer       | 2e tour N. Escudé      | —                       | —                      | —                                               | 1er tour K. Kučera     |
| 2002  | —                      | 1er tour Philippoussis     | 1er tour J. Novák      | —                        | —                      | —                       | —                      | —                                               | —                      |

N.B. : sous le résultat se trouve le nom de l’ultime adversaire.

## Coupe Davis
- Vainqueur des éditions 1996 et 2001
- Finaliste en 1999

## Classement ATP en fin de saison
Il s'agit ici du classement de fin d'année qui prend en compte l'ensemble des tournois disputés durant celle-ci et qui permet donc d'avoir un aperçu des performances par année du joueur.

### En simple
| Année | 1990 | 1991 | 1992 | 1993 | 1994 | 1995 | 1996 | 1997 | 1998 | 1999 | 2000 | 2001 | 2002 |
| Rang  | 118  | 51   | 33   | 10   | 51   | 56   | 21   | 20   | 18   | 13   | 16   | 83   | 119  |

### En double
| Année | 1990 | 1991 | 1992 | 1993 | 1994 | 1995 | 1996 | 1997 | 1998 | 1999 | 2000 | 2001 | 2002 |
| Rang  | 247  | 279  | 393  | 226  | 622  | 304  | 301  | 660  | 641  | n.c. | 953  | 536  | 95   |

## Victoires sur le top 8
| #  |       | Lieu | Lieu        | Année | Surface             | Adversaire | Adversaire          | Adversaire | Tour | Score                        |
| -- | ----- | ---- | ----------- | ----- | ------------------- | ---------- | ------------------- | ---------- | ---- | ---------------------------- |
| 1  | no 29 |      | Monte-Carlo | 1993  | Terre battue        |            | Petr Korda          | no 5       | 1/8  | 6-3 6-0                      |
| 2  | no 29 |      | Monte-Carlo | 1993  | Terre battue        |            | Stefan Edberg       | no 3       | 1/2  | 6-4, 6-4                     |
| 3  | no 15 |      | Long Island | 1993  | Dur                 |            | Michael Stich       | no 6       | 1/8  | 6-7(5), 6-4, 7-6(6)          |
| 4  | no 14 |      | US Open     | 1993  | Dur                 |            | Jim Courier         | no 1       | 1/8  | 7-5, 6-7(4), 6-4, 6-4        |
| 5  | no 14 |      | US Open     | 1993  | Dur                 |            | Andreï Medvedev     | no 8       | 1/4  | 6-3, 6-1, 3-6, 6-2           |
| 6  | no 29 |      | Monte-Carlo | 1996  | Terre battue        |            | Ievgueni Kafelnikov | no 8       | 1/16 | 6-4, 6-3                     |
| 7  | no 34 |      | Barcelone   | 1997  | Terre battue        |            | Thomas Muster       | no 2       | 1/8  | 7-6(4), 6-4                  |
| 8  | no 25 |      | Stuttgart   | 1997  | Moquette indoor     |            | Michael Chang       | no 2       | 1/16 | 7-5, 1-6, 6-4                |
| 9  | no 18 |      | Londres     | 1998  | Moquette indoor     |            | Petr Korda          | no 2       | 1/8  | 6-3, 6-3                     |
| 10 | no 21 |      | Nîmes       | 1999  | Terre battue indoor |            | Richard Krajicek    | no 4       | 1/8  | 6-3, 3-6, 7-5, 7-6(5)        |
| 11 | no 39 |      | Wimbledon   | 1999  | Gazon               |            | Ievgueni Kafelnikov | no 3       | 1/16 | 3-6, 6-4, 1-0 ab.            |
| 12 | no 25 |      | Pau         | 1999  | Moquette indoor     |            | Gustavo Kuerten     | no 5       | 1/4  | 6-3, 6-4, 6-4                |
| 13 | no 26 |      | U.S Open    | 1999  | Dur                 |            | Patrick Rafter      | no 4       | 1/64 | 4-6, 4-6, 6-3, 7-5, 1-0 ab.  |
| 14 | no 26 |      | U.S Open    | 1999  | Dur                 |            | Gustavo Kuerten     | no 6       | 1/4  | 4-6, 7-6(6), 7-6(14), 7-6(8) |
| 15 | no 15 |      | Rotterdam   | 2000  | Dur indoor          |            | Nicolas Kiefer      | no 4       | 1/4  | 2-6, 6-3, 7-5                |
| 16 | no 99 |      | Marseille   | 2002  | Dur indoor          |            | Juan Carlos Ferrero | no 3       | 1/4  | 6-7(3), 6-4, 7-5             |

Selon les règles ATP les abandons sont comptabilisés.

## Caractéristiques de son jeu
Cédric Pioline est un joueur complet qui se distingue par un revers à une main très solide, qu'il peut utiliser comme véritable arme sur toutes les surfaces. Le joueur français dispose également d'un jeu vers l'avant convaincant, avec une bonne main au filet. 

## Anecdotes
- L'année de sa demi-finale à l'US Open en 1993, il quitte le stade de Flushing Meadows. Une voix provenant d'une limousine l'interpelle. À l'intérieur, il aperçoit Liza Minnelli, qui lui propose de le déposer à son hôtel. Surpris mais flatté d'avoir été reconnu, Pioline a accepté la proposition[10]
- Il a une jambe plus courte que l'autre de deux centimètres après avoir été opéré dans sa jeunesse, ce qui lui donne une démarche chaloupée sur les courts de tennis et sera considéré comme de la nonchalance[10]
- Mats Wilander a pris sa retraite en 1993 après avoir fait son retour sur le circuit et en étant sèchement battu en trois manches par Cédric Pioline[10]. Wilander déclare à Tennis Magazine en 2020 : « Pioline me bombardait de services kickés qui rebondissaient au-dessus de ma tête. J'ai compris que le tennis avait bien changé durant mes deux ans d'absence. Les joueurs imprimaient beaucoup plus d'effet à la balle et j'étais à la ramasse. »
- Lorsqu'il a affronté pour la première fois Roger Federer alors âgé de 18 ans en 1999, le Suisse confie qu'il est admiratif du revers de Cédric Pioline[10]
- De retour en France après l'US Open 1993, il descend de l'avion à Roissy, une foule de journalistes est à l'arrivée. Karl Lagerfeld, qui a voyagé dans le même avion, est convaincu que le crépitement des flashes est pour lui. Pioline voit Lagerfeld se retourner vexé d'un tel affront[10]
- Alors qu'il est usé de son match face à Hicham Arazi en quarts de finale à Roland-Garros en 1998, son entraîneur fait passer à un ramasseur de balles une bouteille d'eau avec quatre Guronsan. Pioline est finalement parvenu à s'imposer en cinq manches. Mais il s'est évanoui dans les vestiaires[10]

## Participation et apparition

### Danse avec les stars
À l'automne 2011, il participe à la deuxième saison de l'émission Danse avec les stars sur TF1, aux côtés de la danseuse Katrina Patchett, et termine neuvième et dernier de la compétition.

## Dans la culture populaire
Cédric Pioline apparaît dans les jeux vidéo suivants :
- 1999 : Virtua Tennis
- 2001 : Virtua Tennis 2

## Galerie

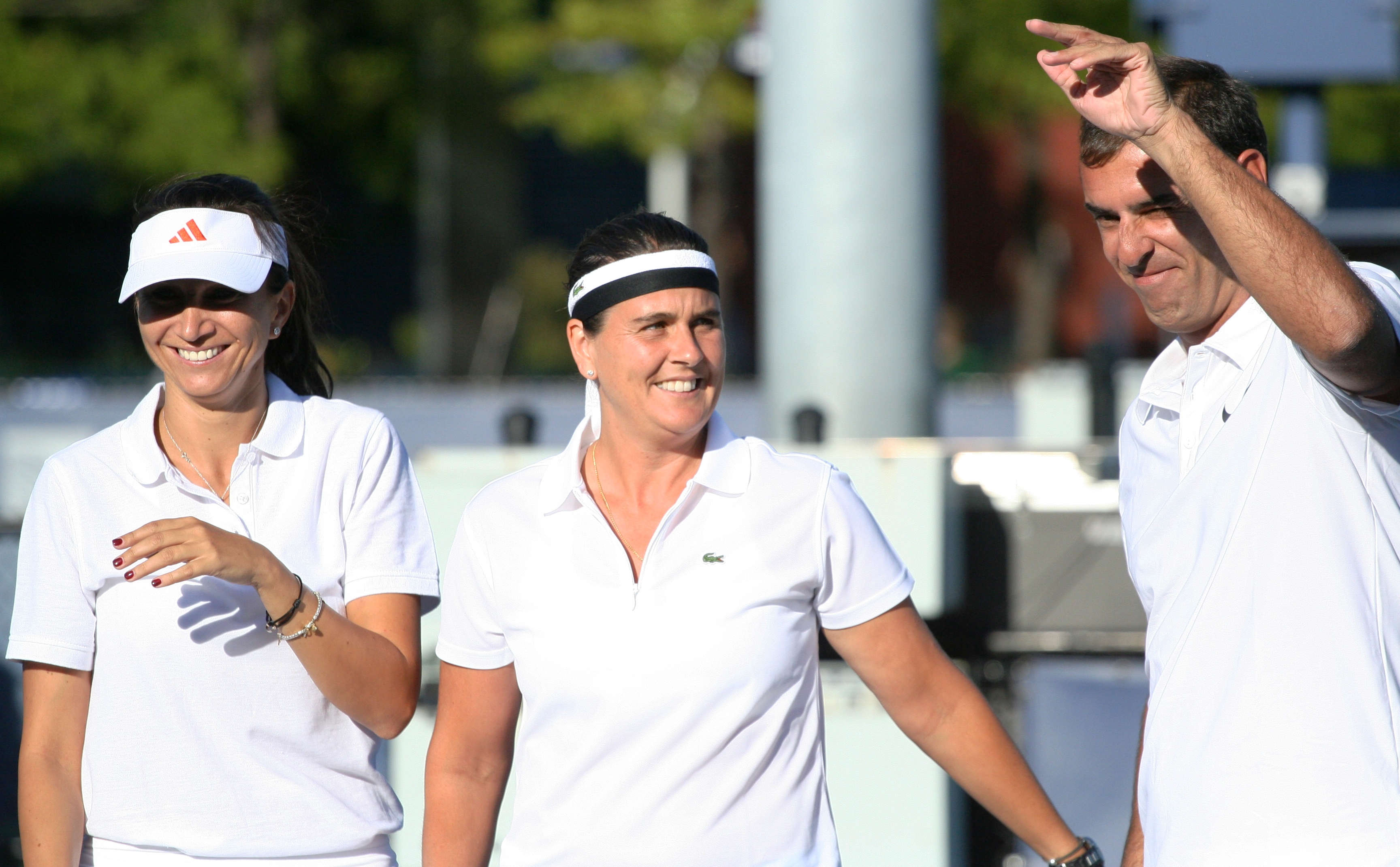
Cédric Pioline avec Iva Majoli et Conchita Martínez à l'US Open en 2010.
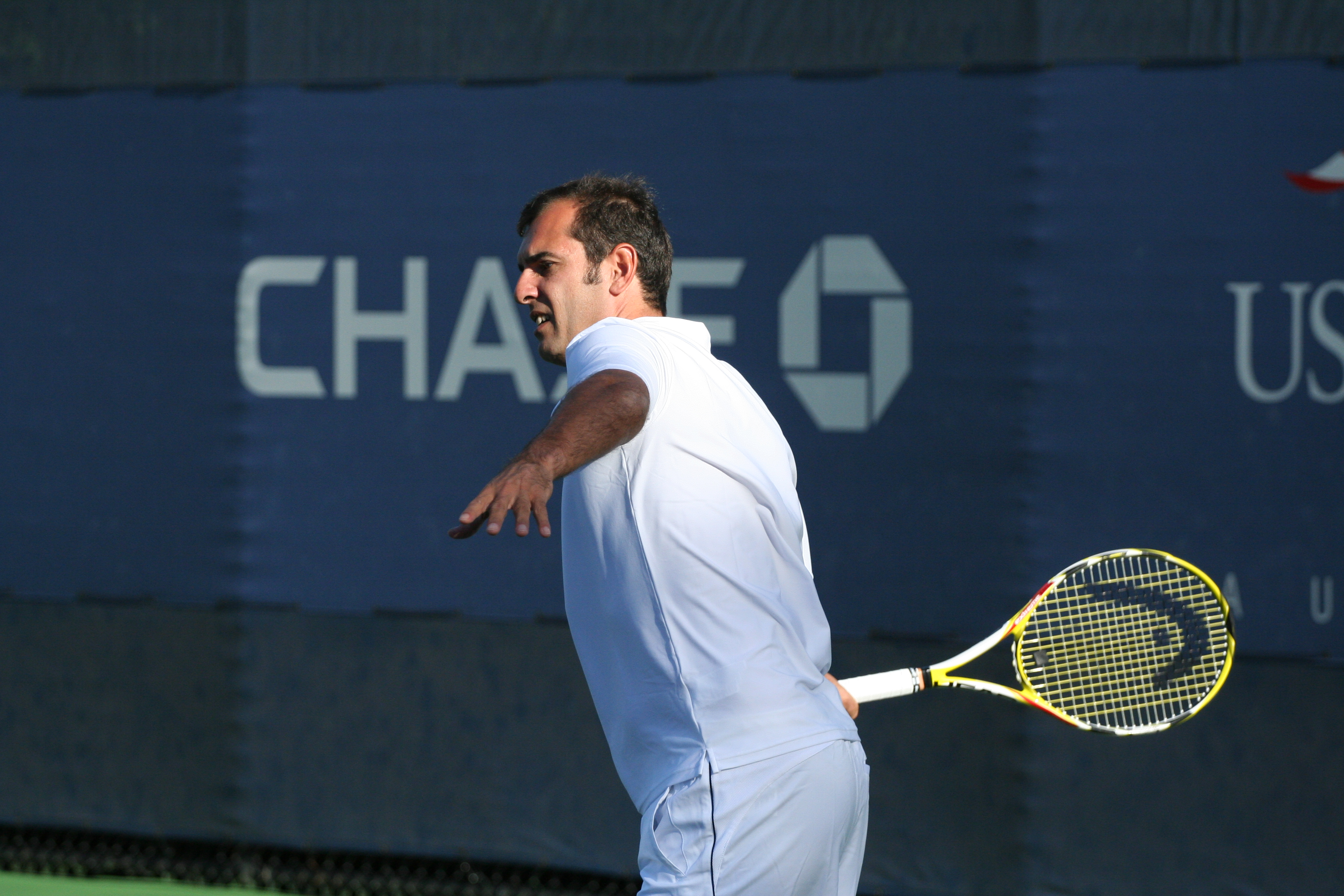
Cédric Pioline à l'US Open en 2010.
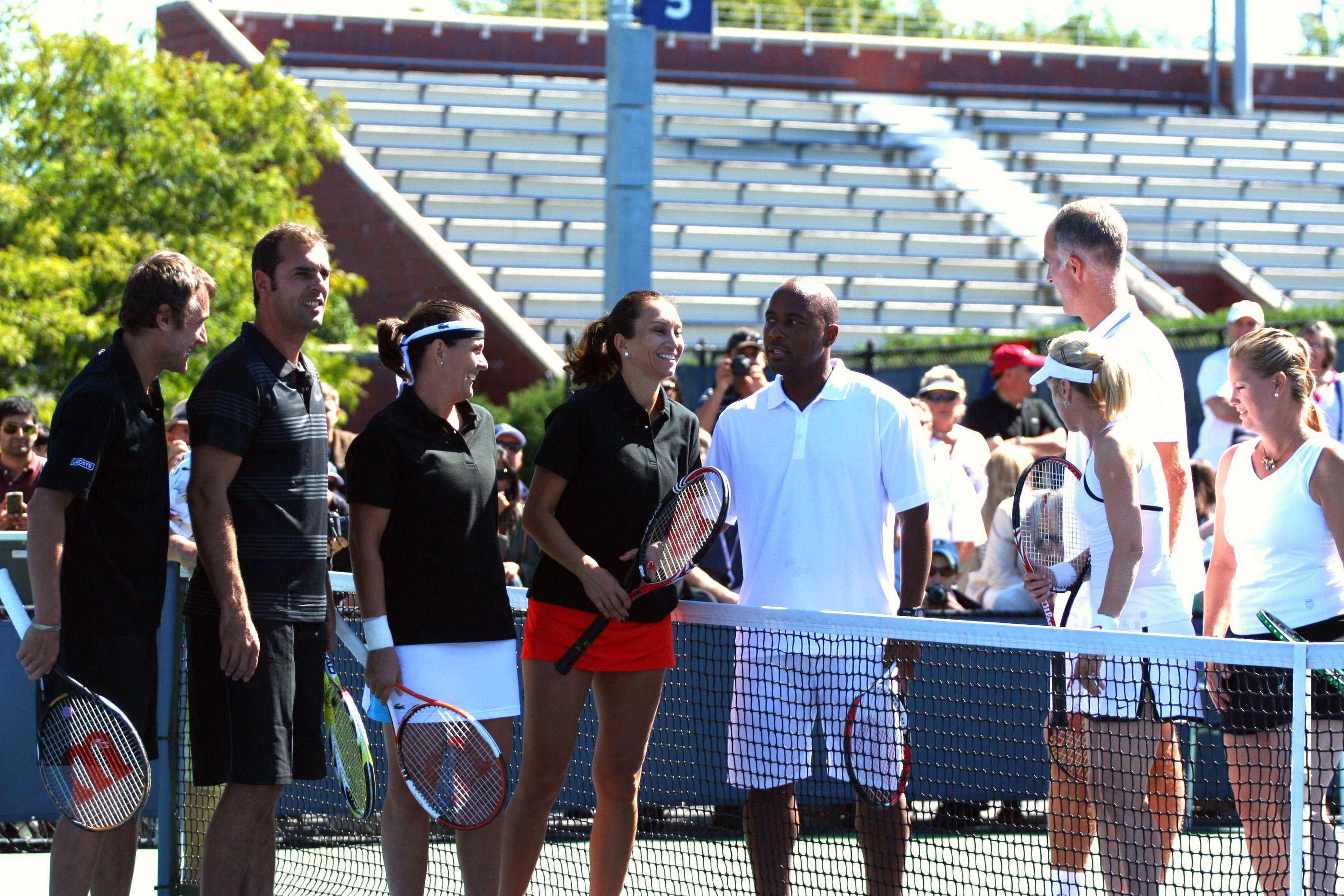
Cédric Pioline avec Mats Wilander, Conchita Martínez, Iva Majoli, MaliVai Washington, Todd Martin, Tracy Austin à l'US Open en 2010.
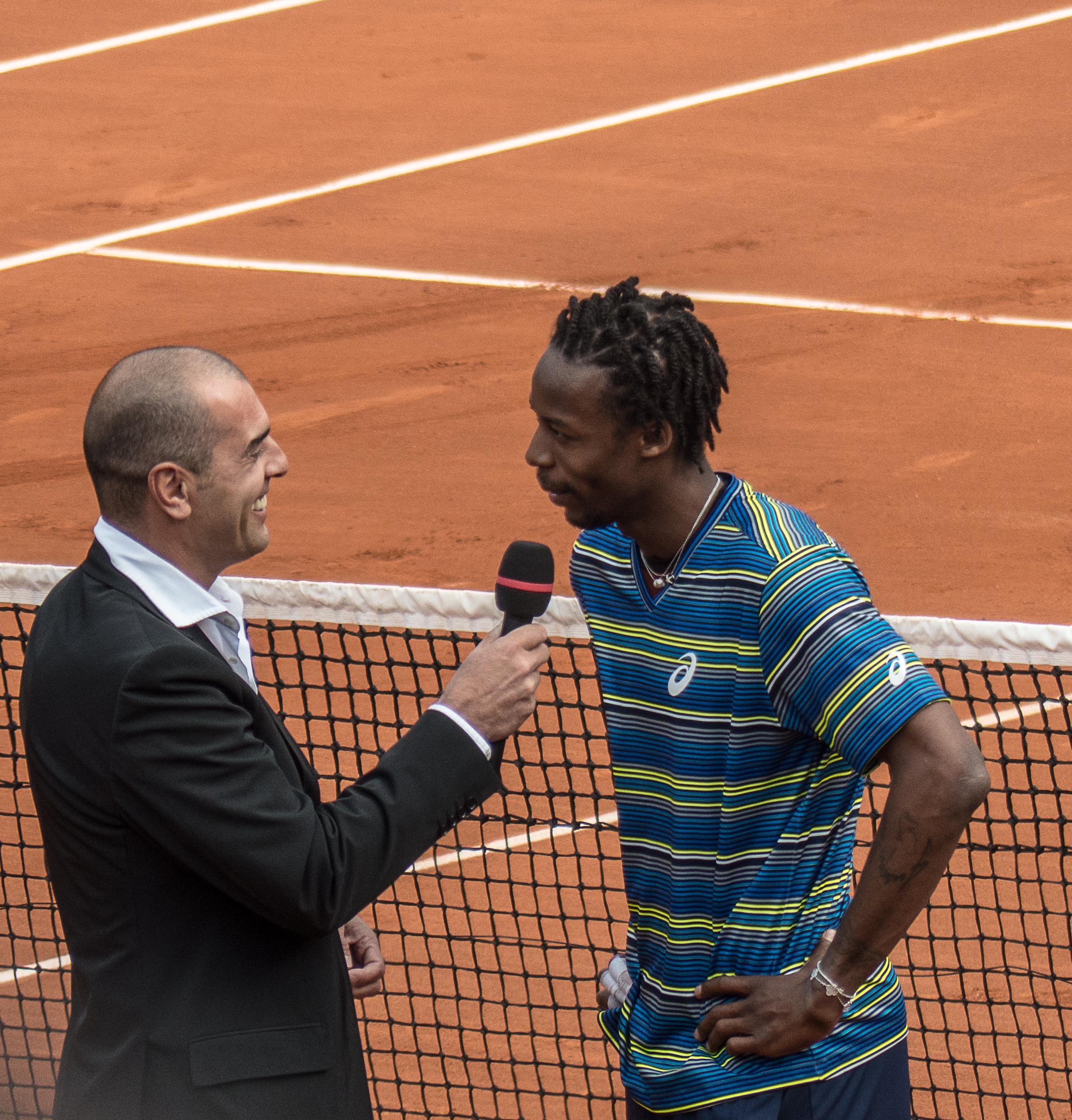
Gaël Monfils interviewé par Cédric Pioline après un match à Roland-Garros en 2013.
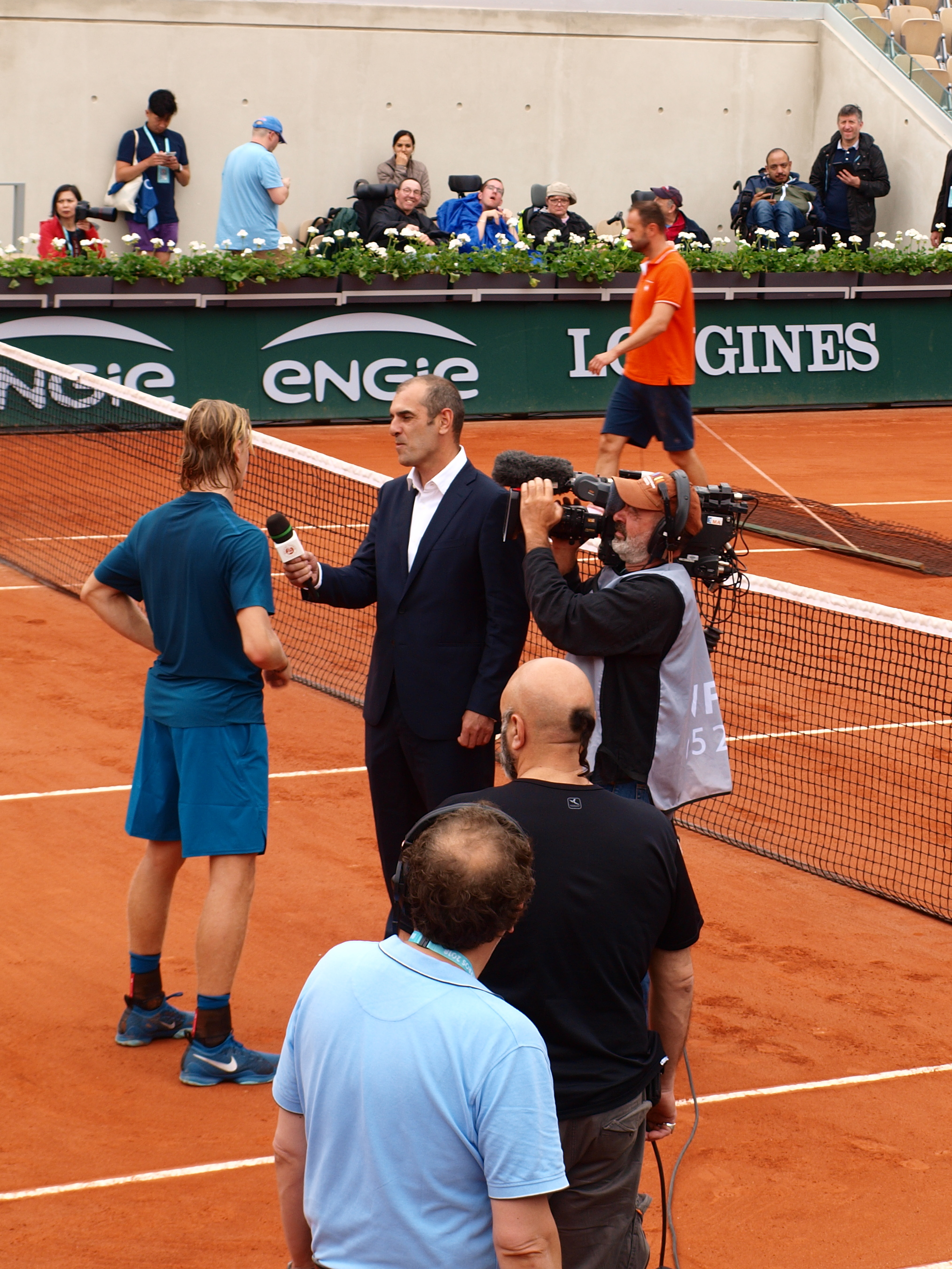
Cédric Pioline et Denis Shapovalov à Roland-Garros en 2018.